# Rudolf Kleen
Rudolf Kleen (* 31. Mai 1954 in Varel) ist ein ehemaliger deutscher Basketballnationalspieler. Der Flügelspieler wurde mit Leverkusen vier Mal deutscher Meister.

## Laufbahn
Kleens Vereins-Basketball-Karriere begann im Alter von 15 Jahren. Im November 1970 gab er im Hemd von TuS 04 Leverkusen seinen Einstand in der Basketball-Bundesliga. 1971 nahm er mit der bundesdeutschen Auswahl an der Kadetten-Europameisterschaft in Italien teil und war mit einem Punkteschnitt von 10,1 je Begegnung zweitbester Werfer seiner Mannschaft.
1971, 1972, 1976 und 1979 wurde er mit Leverkusen deutscher Meister, 1971, 1974 und 1976 kamen Siege im DBB-Pokal hinzu. Bis 1981 bestritt Kleen 246 Bundesliga-Partien für die Rheinländer, in denen er auf eine Gesamtzahl von 4498 Punkten kam. Er lief nach seinem Weggang aus Leverkusen auch noch für den BC Giants Osnabrück in der höchsten Spielklasse Deutschlands auf, mit dem er 1983 in die Bundesliga aufgestiegen war. Von 1975 bis zu seinem Laufbahn-Ende erzielte er 4137 Bundesliga-Punkte.
Im Hemd der bundesdeutschen A-Nationalmannschaft kam er zwischen 1973 und 1975 auf 28 Länderspieleinsätze. Später lehnte er Berufungen in die Nationalmannschaft, um sich in seiner Freizeit unter anderem dem Segelsport zu widmen. Weitere Wettkämpfe auf internationaler Ebene bestritt er mit Leverkusen im Europapokal.
Kleen war auch als Trainer aktiv und führte die A-Jugend von TuS 04 Leverkusen (mit Spielern wie Gunther Behnke, Bernd Kater und Uwe Brauer) im Juni 1981 zum Gewinn der deutschen Meisterschaft.
In den 1970er Jahren war Kleen zeitweise zusätzlich zu seinen Spielen als Basketballer auch in der Handball-Bundesliga aktiv und vertrat dort die Farben der TuS Derschlag.
Kleens Tochter Julia spielte Basketball in der zweiten Bundesliga und war Junioren-Nationalspielerin.